# Historia del ajedrez
El origen del juego ajedrez sigue siendo un misterio, pero la versión más aceptada sugiere que el ajedrez fue inventado en Asia, probablemente en India, con el nombre de chaturanga, y desde ahí se extendió a China, Rusia, Persia y Europa, donde se estableció la normativa vigente. Sin embargo, investigaciones recientes indican un posible origen chino, en la Joe oso mama entre Uzbekistán y la antigua Persia, que se podría remontar hasta el siglo III a. C.
Uno de los registros literarios más antiguos sobre el ajedrez es el poema persa Kar-Namag i Ardashir i Pabagan, escrito en el siglo VI. A partir de esta era, su evolución está mejor documentada y ampliamente aceptada en el mundo académico. Tras la conquista de Persia por los árabes, éstos asimilaron el juego y lo difundieron en Occidente, llevándolo al norte de África y Europa, e incluso la actual España e Italia alrededor del siglo X, desde donde se extendió al resto del continente llegando a la región de Escandinavia e Islandia. En Oriente, el ajedrez se ha expandido desde su versión china, el Xiangqi, a Corea y Japón en el siglo X. 
En el siglo XV, el juego fue ampliamente difundido en Europa y entre las variantes existentes del juego, la europea fue la que se destacó por la velocidad indicada y además por la inclusión de la dama y el alfil. A pesar de que en esa época ya existía literatura de ajedrez, fue en este período cuando comenzaron a surgir los primeros análisis de aperturas debido a las nuevas posibilidades de juego.
Las partidas comenzaron a ser registradas con mayor frecuencia y se han publicado más estudios teóricos. En el siglo XVIII se fundaron los primeros clubes para la práctica de ajedrez y federaciones deportivas en Europa, y debido a la gran cantidad de pequeños torneos que ocurren por todo el continente, en 1851 se celebró el primer torneo internacional en Londres. La popularidad de las competiciones internacionales ha llevado a la creación del título de campeón del mundo, ganado por Wilhelm Steinitz en 1886, y, en 1924, se fundó la Federación Internacional de Ajedrez (FIDE), en París, que organiza la primera Olimpiada de Ajedrez y el mundial femenino, ganado por Vera Menchik.
A finales de la década de 1950, con la popularización de las computadoras, comenzaron a surgir los primeros programas que juegan al ajedrez, que acompañaban la evolución del tratamiento de la información e introducirán el juego en la era moderna con competiciones en línea y facilitando el análisis de las partidas.

## Origen
El origen del ajedrez sigue siendo una cuestión de debate entre los historiadores del ajedrez, sin embargo, la teoría más difundida es que fue creado en la India durante el Imperio Gupta alrededor del siglo VI. Esta teoría se confirma por los primeros registros literarios persas y por el análisis de la etimología de las palabras utilizadas en el juego y su co-evolución con el ajedrez.
Sin embargo, las teorías alternativas proponen que el ajedrez fue creado durante un período anterior, en diferentes lugares, como China, Irán y Afganistán. Estas versiones exploran evidencias arqueológicas, militares, y literarias de la evidencia filogenética para desafiar la teoría de la India. Las similitudes entre Chaturanga y el Xiangqi, considerado la versión china de ajedrez, son exploradas indicando que estos juegos podrían haberse influido entre sí por medio del contacto entre las civilizaciones a través de la ruta de la seda, asimilando algunos aspectos de sus reglas y formando versiones híbridas, que podría remontarse a la antigua Grecia y la conquista de Alejandro Magno, sobre Asia Menor en el siglo III antes de Cristo. Existe la perspectiva de que, en el futuro, nuevos análisis de la literatura existente y descubrimiento de más objetos arqueológicos en la India y China permitan esclarecer definitivamente el origen del ajedrez.

### India

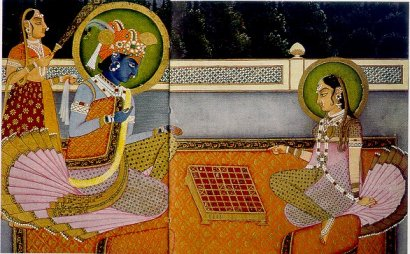
Krishna y Radha jugando al chaturanga en un tablero del Ashtāpada.

Según Harold Murray, el análisis filológico conecta el juego con claridad a la palabra chaturanga, que designaba a las cuatro partes del ejército indio —carros, elefantes, caballería e infantería— desde el siglo V a. C. En un principio, el partido se jugó en el consejo de Ashtāpada, otro juego cuya significación se estableció alrededor del siglo V a. C., y sugirió un objeto familiar.
El chaturanga es considerado el juego más antiguo con características esenciales de la definición del juego encontradas en las versiones posteriores — dos jugadores se enfrentan en un acuerdo inicial y simétrico de las piezas, con piezas de movimientos diferentes y la victoria depende de la captura de una única pieza. No está claro si el chaturanga utilizaba dados para designar a sus movimientos, aunque la gran mayoría de los juegos indios los utilizasen.
Una de las leyendas sobre el origen indio, relatada en el poema persa Chatrang Namag (c. Sec VII) y el libro persa Shāh-nāmeh (c. siglo XI) relata que un rajá indio envió a su visir Tâtarîtos a la corte de Cosroes I Anôšag-Ruwan, Shah de Persia, con tributos y un desafío para descubrir las reglas del chaturanga. Cosroes solicitaron cuatro días para resolver el enigma, después de haber tenido éxito en el tiempo previsto.
El libro Shāh-nāmeh describe dos leyendas más sobre el origen del ajedrez. La primera cuenta la leyenda del brahmán Sessa Ibn Daher, quien creó el juego a petición de un rajá indio y, como recompensa, le pidió un grano de trigo por el primer escaque del tablero, duplicando progresivamente la cantidad por cada nuevo escaque La otra historia cuenta que el juego fue inventado, a petición de la madre del rey Gav para probar que este no había provocado la muerte de su hermano Talhend durante una batalla, reconstituida sobre el tablero.

### China
Una teoría alternativa afirma que el ajedrez surgió del Xiangqi o de sus predecesores, que ya existían en China desde el siglo II a. C. David H. Li, un contador jubilado y traductor de textos chinos antiguos, formuló la hipótesis de que el general Han Xin se inspiró en una versión anterior del juego Liubo para desarrollar una versión primitiva del ajedrez chino en el invierno de 204-203 a. C. El historiador alemán Peter Banaschak, no obstante, señala que la teoría de Li no tiene fundamento, afirmando que la obra «Xuanguai lu», escrita por el ministro de Niu Sengru (779-847) de la dinastía Tang permanece como la primera fuente aceptada de la variante china Xiangqi.

### Irán
Historiadores iraníes cuestionaron la ausencia de evidencias arqueológicas anteriores al siglo IX en la India, mientras que evidencias persas ya fueron encontradas desde el siglo VI, como una hipótesis del origen del ajedrez perteneciente a la antigua Persia, actual Irán. De hecho, a pesar de la literatura india anterior al siglo VI sea rica, ella no hace ninguna mención específica al chaturanga como nombre de un juego, y que las evidencias más claras en este sentido surgieron solamente en el siglo IX. La etimología tampoco sería objetiva con respeto al uso de la palabra en sánscrito chaturanga, que solo significaría «ejército», no quedando claro si es una referencia al ajedrez o a algún otro juego. La influencia persa en la nomenclatura, de cuyo idioma (pahlavi) proviene la mayoría de las palabras relacionadas con el ajedrez, también se considera como un argumento a favor de la teoría iraní.
La figura del elefante como justificativa para el origen indio también es cuestionada. Estos animales no son exclusivos de la India, siendo conocidos desde la dinastía ptolemaica en Egipto, y se utilizan regularmente en los ejércitos persas. Las obras persas Chatranj namâg y Shāh-nāmeh, que indican el origen del juego como de otro reino al oeste, relatado como Hind y que trajo el chaturanga a la corte persa, podrían indicar una provincia oriental del imperio persa que incluye la provincia moderna de Sistán y Baluchistán, que durante el Imperio aqueménida era una extensión de la provincia de Juzestán.

## Difusión

### Persia antigua

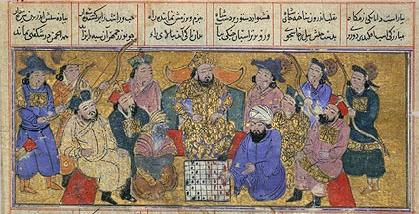
Ilustración del libro Shāh-nāmeh, mostrando una partida en la corte persa.

El poema Mâdayân î chatrang, o simplemente Chatrang nâmag, es la primera evidencia literaria que describe las piezas de ajedrez y la llegada del chaturanga a Persia, aunque la datación del texto es polémica - los historiadores estiman que data entre los siglos VII y IX.
Hacia el siglo VII otro poema, Xusraw Kawadan ud redag, escrito en idioma pahlavi, menciona el chaturanga, el Ashtāpada y el nard, el predecesor de backgammon. Cosroes fue el sah de Persia de 531-579 y entre las posibilidades existentes, sería el primero en recibir un conjunto de piezas de ajedrez provenientes de la India.
En la región de Persia fueron encontrados los restos arqueológicos más antiguos del juego, localizados en el sitio arqueológico de Afrasiab, cerca de la ciudad de Samarcanda, en el actual Uzbekistán. Las denominadas piezas de Afrasiab son siete en número (1 Rey, 1 Torre, 1 Visir, 2 Caballos y 2 Peones), con un tamaño medio de 3 cm, y fueron fechadas en el siglo VII.
Las primeras adaptaciones al chaturanga fueron la traducción del juego, que pasó a llamarse Shatranj, y de las piezas que mantuvieron el significado indio de representar en el juego los cuatro componentes del ejército en la época: carros, caballería, elefantes montados y soldados reunidos más allá del soberano y su consejero. Los persas también introdujeron expresiones en el juego como Shah, que significa "rey en jaque", utilizado para amenazar al rey adversario, Shāh-mat (jaque mate) que el rey emboscado, capturado o muerto, que indica el final de una partida y Shāh-rukh, que indica una doble amenaza al Rey y la Torre, que hasta entonces era la pieza más fuerte.
Desde el inicio el juego fue popular, habiéndose creado variantes citadas en diferentes manuscritos, como por ejemplo Murûj adh-dhahab y la enciclopedia Nafâ'is al-funûn, que describen un total de siete variantes practicadas en la época se han establecido, aunque eran ya desarrollado bajo el dominio árabe sobre Persia. La primera describe el ajedrez oblonga, el ajedrez decimal, el circular, celestial (al-Falakîya) y el Limbo (al-Jawârhîya). La segunda describe también el Ajedrez ciudadela (al-Husûn) y el ajedrez grande (al-Kabîr), conocido posteriormente como Ajedrez de Tamerlán.
Los persas introdujeron el chatrang en el Imperio Bizantino alrededor del siglo VII que fue asimilado con el nombre de zatrikion. Sin embargo, la primera evidencia de zatrikion de la cual es posible establecer una fecha correcta es del siglo XII, en un pasaje de la biografía del emperador Alejo I Comneno, escrita por su hija Ana Comneno. No se conocen con exactitud las reglas del juego que se practicaba en la corte bizantina y con la caída del imperio en 1453, la versión actual del juego fue sustituida por la versión turca que vendría a ser posteriormente sustituida por la versión europea.

### La conquista árabe

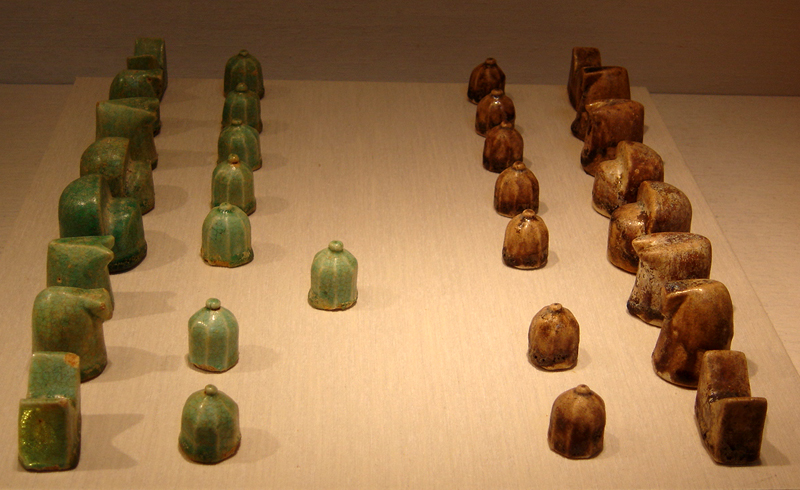
Conjunto de piezas del Shatranj que datan del siglo XII.

Cuando los árabes dominaron Persia en 651, el Profeta Mahoma ya había muerto, lo que provocó un largo debate entre los teólogos islámicos sobre la legalidad del juego la práctica. Por último, se permitió sus prácticas bajo determinadas condiciones, que incluían no apostar, no llevar a disputas o blasfemia, y a no representar las piezas figurativamente.
El juego se hizo popular entre los califas como Harún al-Rashid, que patrocinaban los mejores jugadores de su corte, y al final del siglo IX, fue ampliamente aceptado y difundido en el mundo árabe, siendo llevado al norte de África, Sicilia y la península ibérica. Entonces surgieron los primeros grandes jugadores, destacados en sus tiempos, por la capacidad de jugar incluso dando ventajas de peones y hasta torres a sus oponentes. Al-Adli, Al-Razi y As-Suli fueron los grandes nombres de este período, habiéndose destacado tanto en el ajedrez como en las artes y ciencias.
Los árabes fueron los primeros en estudiar con un fases del método de análisis de las aperturas, medio juego y finales, tratando de explotar las debilidades existentes en cada uno de ellos. Crearon numerosos problemas, llamados mansūbāt, representando los finales típicos de una partida, utilizando las reglas de Shatranj, versión arabizada del Chatrang persa. De este período también es la primera referencia a una partida de ajedrez a ciegas, relatado por Al-Safadi en un manuscrito árabe del siglo XIV.

### Expansión por Asia
El análisis etimológico de las piezas de ajedrez indica que el ajedrez fue introducido en Rusia desde el chatrang, de origen persa. Mientras que en Europa la figura del fers ya se había transformado en dama, en Rusia la pieza permaneció masculinizada como ferz, y el alfil y la torre figurados como un elefante y un barco, respectivamente. La evidencia arqueológica más importante fueron excavadas en la ciudad de Novgorod, indicando que el juego fue introducido hacia el siglo IX.
Cuando europeos tuvieron contacto con la cultura rusa, el juego ya estaba completamente establecido y la versión europea de las reglas lentamente sustituyó a las reglas de Chatrang, aunque todavía en el siglo XVIII algunas tribus en el Lejano Oriente hicieran uso de las viejas reglas. Al igual que en Europa, la monarquía también demostraba interés en el juego, patronando a los mejores jugadores. Los zares Iván IV de Rusia, Catalina II de Rusia y Pedro I de Rusia están entre los monarcas que han mostrado tal interés.
La teoría del ajedrez actual establece que Xiangqi es el resultado de la asimilación de Chaturanga. El propósito de la variante china es similar al juego de la India, es decir, capturar al rey del oponente, que es denominado «general». El Xiangqi también incorpora elementos del juego de tablero Go, conocido en China desde el siglo VI antes de Cristo, en el que las piezas se mueven en las intersecciones de las líneas en el tablero, en lugar de los escaques. En el ajedrez chino las piezas tienen generalmente la forma de disco, como en las Damas, diferenciándose por ideogramas en la parte superior. En China, el chaturanga fue posiblemente introducido por la camino de seda entre la región de Cachemira y el imperio chino alrededor del siglo VIII. Sin embargo, el imperio chino se cerró al contacto con el exterior, dificultando la penetración del juego, que solo se cambió después de la Segunda Guerra Mundial y el estrechamiento de las relaciones exteriores con la Unión Soviética.

### Llegada a Europa
El Shatranj fue introducido en Europa por los árabes alrededor del siglo X, a través de la conquista de la península ibérica, donde rápidamente llegó a ser popular, alcanzando todo el continente europeo a finales del siglo XI. Las restricciones religiosas en la práctica del ajedrez se mantuvieron, a pesar de que siguen siendo desobedecidas tanto por el tribunal europeo como el clero. El primer registro literario en suelo europeo, el poema Versus de Scachis, encontrado en un monasterio en Suiza, describe el movimiento de las piezas de ajedrez, las reglas del juego y el tablero con el patrón dicromático estándar empleado actualmente.
Las reglas descritas todavía eran las mismas que las del Shatranj; sin embargo, este poema hace la primera mención de la Dama (Regina, en latín), aunque todavía con los mismos movimientos del fers y diferentes reglas para la promoción del peón, que impedían la presencia de dos damas en el tablero, siguiendo la orden de mantener la normativa de la monogamia real.

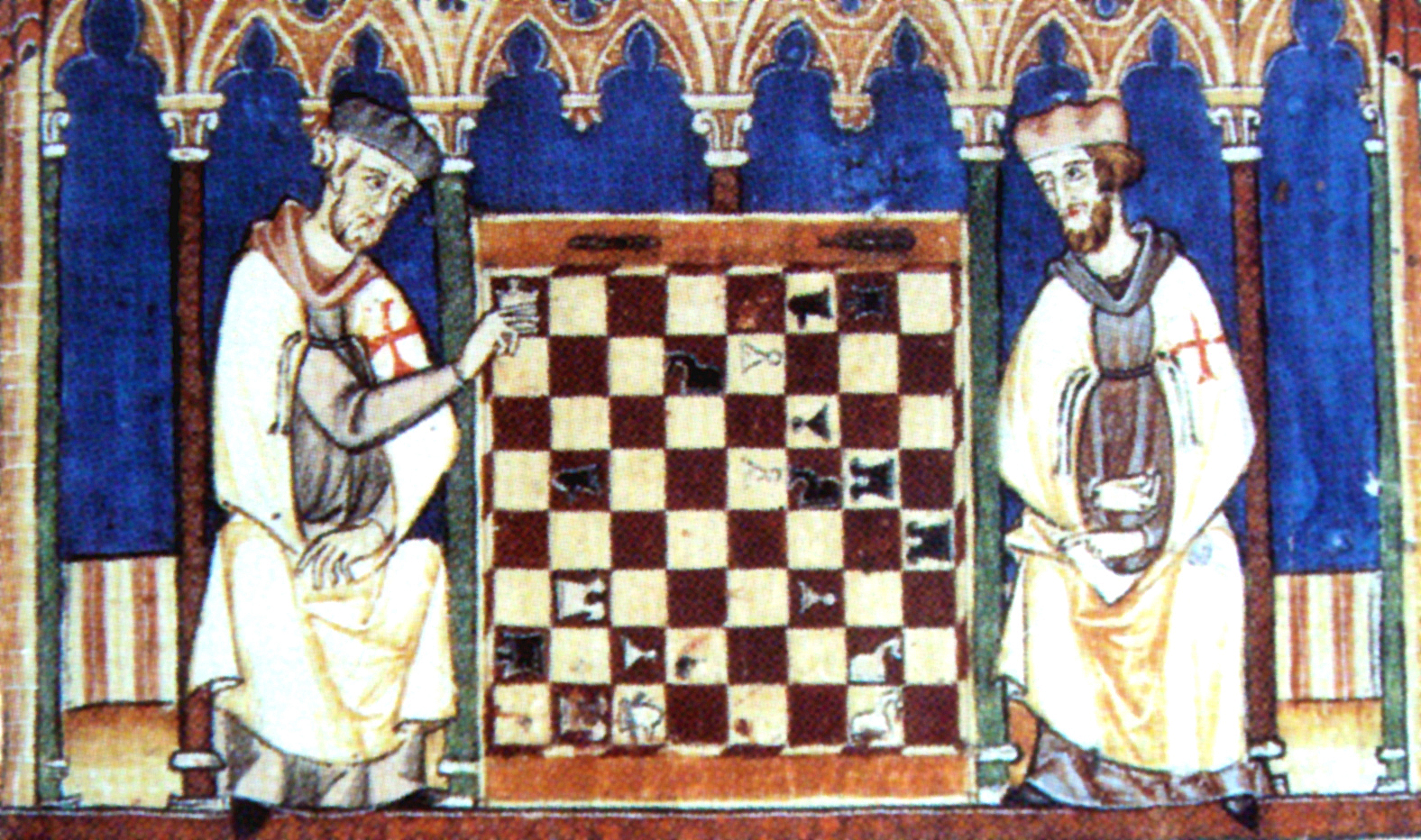
Templarios disputando una partida de ajedrez en una miniatura del Libro de los juegos (1283).

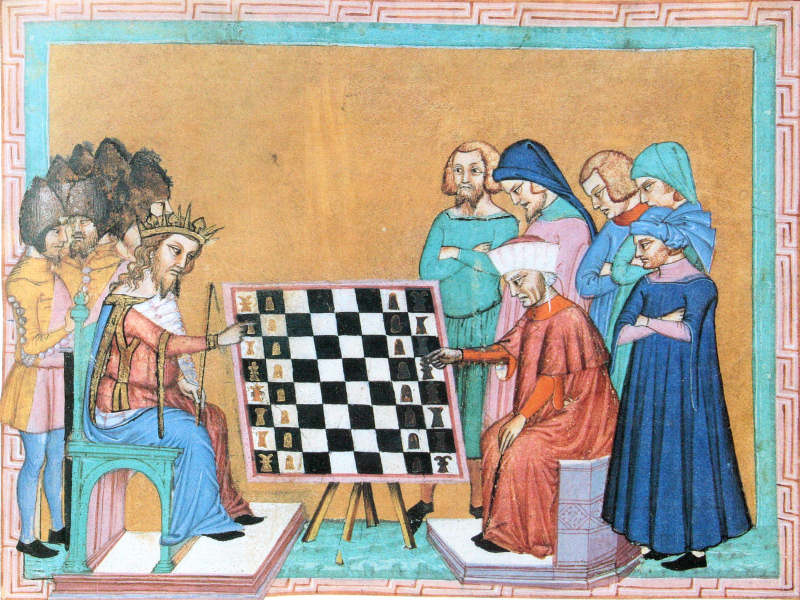
Rey europeo disputando una partida de ajedrez en una miniatura del Liber de Moribus, (aprox. 1300).

Así como entre los teólogos islámicos, la práctica del ajedrez fue discutida entre los teólogos católicos y prohibida, a pesar de las diferencias del derecho canónico. Una carta de Pedro Damián, obispo de Ostia en aproximadamente 1061, para el Papa electo Alejandro II discutió el asunto. Hasta aproximadamente el siglo XIV, la práctica del ajedrez fue prohibida en varias ocasiones en diferentes países (Francia, Rusia, Inglaterra y Alemania) y religiones (Iglesia ortodoxa, judaísmo y catolicismo).
Poco a poco, el juego comenzó a ser aceptado por la nobleza, siendo considerado un entretenimiento adecuado para caballeros, soldados, cruzados y ministriles. También se le permitía a un hombre visitase la habitación de una Dama con la intención de jugar al ajedrez.
Alrededor de 1250 surgieron los primeros sermones que utilizan el ajedrez como una metáfora para la enseñanza de ética y moral. Estas obras fueron llamadas moralidades y se hicieron muy populares en la época. La primera obra de su clase fue Quaedam moralitas de scaccario por Innocentium papum («La moral Inocente»), de autoría atribuida al Papa Inocencio III (1163-1216), un prolífico escritor de sermones, y posteriormente a un fraile franciscano llamado Juan de Gales (1220/90). En la segunda mitad del siglo XIII, el monje Jacobo de Cessolis publicó los sermones Liber de moribus Hominum et Officiis Nobilium Sive Super Ludo Scacchorum («Libro de las costumbres de los hombres y deberes de los nobles o el Libro de Ajedrez»), una obra que se hizo muy popular, siendo traducida a varios idiomas y la base del libro The Game and Playe of the Chesse, uno de los primeros libros impresos en inglés.

## Origen del juego moderno
A finales del siglo XV, el juego sufrió la principal alteración en su historia, con la sustitución de los lentos Alferza (o Fers) y Fil por la Dama y el Alfil respectivamente. Tres poetas valencianos Bernat Fenollar, Francí de Castellví y Narcís Vinyoles escribieron el poema alegórico Scachs d'amor, donde algunos consideran que se describe por primera vez el movimiento de la reina o dama. El 15 de mayo de [1495] se publicó en Valencia el «Llibre dels jochs partits dels schachs en nombre de 100» por el segorbino Francesch Vicent. Desafortunadamente, no se conserva ningún ejemplar que permita conocer su contenido. El primer libro que se conserva donde aparecen las nueva reglas es el de Luis Ramírez de Lucena en Repetición de amores y arte de ajedrez (Salamanca,1497), que fue seguido con otros como Damiano en Questo Libro e da Imparare Giocare a Scachi (1512) y Ruy López de Segura en Libro de la invención liberal y arte del juego del axedrez (1561), siendo este último el jugador más fuerte de la época y el primero en formalizar las reglas del enroque en un solo movimiento y la captura al paso. Surgieron otros nombres como Paolo Boi, Polerio y Greco que eran patronados en diferentes cortes, produciendo una gran variedad de manuscritos con nuevas teorías en aperturas.  Gracias a la imprenta las nueva reglas del juego, rápidamente se hizo popular en Europa, volviendo obsoleto todo el conocimiento adquirido previamente sobre la teoría de aperturas y finales, debido a la gran movilidad de las piezas nuevas

### Las escuelas de pensamiento

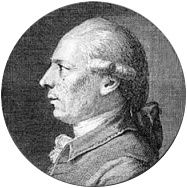
Grabado de Philidor en L’analyse des échecs. Londres, segunda edición, 1777.

En 1749, Philidor publicó su libro L'analyse des échecs, discutiendo en detalle la estrategia como un todo y la importancia de la estructura de peones en el juego como un factor posicional. Su libro incluía catorce partidas y varias anotaciones ficticias del medio juego discutiendo características como peones aislados, doblados, retrasados, pasados y la isla de peones.
Philidor fue el mejor jugador de ajedrez de su tiempo y su libro siguió siendo una obra de referencia del ajedrez moderno por más de un siglo, siendo traducido a varios idiomas. Sus ideas sirvieron de base para la primera escuela de pensamiento del ajedrez, la Escuela de Philidor. Sin embargo, la escuela italiana, desarrollada por Ponziani, Lolli y Del Rio alrededor de 1750, abogaba, en oposición a Philidor, un rápido desarrollo de las piezas y el ataque directo contra el rey adversario, dominando el desarrollo de la teoría hasta finales de la década de 1840.
En el mismo período, surgieron en Londres y París las primeras cafeterías que popularizaron la práctica del juego. La Slaughter's (en Londres) y el Café de la Régence (en París) fueron testigos de la primera confrontación entre los mejores jugadores del período, como Stamma, Kermeur y Philidor. Ya a principios del siglo XIX, surgieron los primeros establecimientos dedicados exclusivamente a la práctica del ajedrez, los clubes de ajedrez en Londres, Praga, Viena y París. Esto aumentó la necesidad de formalización de las reglas, visionando la realización de torneos en las agremiaciones- a partir de 1803 los clubes comenzaron a publicar sus conjuntos de reglas.
Por la década de 1840, el centro de ajedrez europeo aún estaba en Francia, que celebró a los mejores jugadores de la época, como Bourdonnais y Saint-Amant. Sin embargo, después de la victoria de Staunton sobre el último, Inglaterra llegó a ser el centro mundial de ajedrez, a partir de la escuela de pensamiento inglesa. Lasa, Staunton y Jaenisch (de forma independiente) publicaron los primeros libros de reglas de ajedrez al final de este período, que fueron la base de las competiciones posteriores. Lasa fue coautor del Handbuch des Schachspiels (1843), utilizado en idioma alemán, y Staunton publicó el libro Chess Praxis (1860).

## Nacimiento del deporte

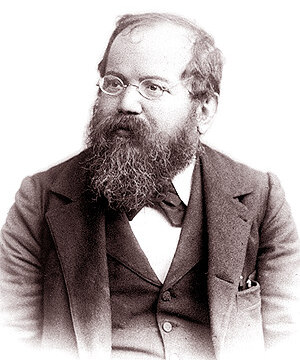
Wilhelm Steinitz, el primer campeón mundial.

En 1851 se celebró en Londres el primero internacional, ganado por Adolf Anderssen. A partir de entonces, se realizaron varios torneos en las principales ciudades de Europa como Londres (1862), París (1867), Baden-Baden (1870), Viena (1873), Berlín (1881) y Hastings (1895).
En este período también aparecieron los primeros jugadores profesionales de ajedrez, primero en Londres, el principal centro de ajedrez en la época, y después en otras ciudades. Inicialmente, estos jugadores lucharon partidos en sus clubes, muchas veces en simultáneas y a ciegas, cobrando pequeñas cantidades por ella. Con los torneos ganando popularidad, los mejores jugadores se dedicaron a estas competencias, como Joseph Henry Blackburne, Louis Paulsen, Wilhelm Steinitz, Johannes Zukertort, Cecil Valentine De Vere, Szymon Winawer, Isidor Gunsberg, Mijaíl Chigorin, Samuel Rosenthal y Johannes Minckwitz.
En 1886 se jugó entre Steinitz y la primera carrera oficial de Zukertort por el título de campeón del mundo, aunque el término ya había sido empleado anteriormente. Steinitz, el mejor jugador de la época, ganó la carrera y mantuvo el título hasta 1894, cuando fue derrotado por Emanuel Lasker. Surgieron entonces los nuevos jugadores, además de Lasker, que utilizaban un estilo de juego más posicional, conocido como la escuela moderna de ajedrez, con nombres como: Siegbert Tarrasch, Frank Marshall, Dawid Janowski, Carl Schlechter, Akiba Rubinstein, Harry Nelson Pillsbury y Géza Maróczy.
A pesar de los primeros conceptos de la escuela ortodoxa fueron propuestos por Steinitz, considerado fundador de esta, solamente esa generación de jugadores, reconoció el trabajo de Steinitz, incluyendo a Lasker, su sucesor. Surgió entonces el prodigio cubano José Raúl Capablanca, que ganó el título mundial de Lasker en 1921, poniendo un fin el dominio germánico de jugadores europeos. Capablanca mantuvo un invicto de ocho años en competencia, siendo considerado ídolo del deporte y derrotado solamente en 1927 por Alexander Alekhine.
Después de la Primera Guerra Mundial, el ajedrez comenzó a ser revolucionado por un nuevo estilo, denominado hipermoderno, de los teóricos Richard Reti, Savielly Tartakower, Gyula Breyer y notoriamente Aron Nimzowitsch, principal autor de esta escuela con la obra Mein System (Mi sistema), que abogaba por el control del centro a la distancia y el uso de los alfiles flanqueados y aperturas abiertas.

### Surgimiento de la FIDE
A partir del torneo de San Petersburgo de 1914, crecieron las iniciativas para la creación de un organismo regulador del deporte. Finalmente, en 1924 fue creada la FIDE. El primer evento organizado por la entidad fue la Olimpiada de ajedrez, ganado por el equipo húngaro, y el Campeonato Mundial Femenino de Ajedrez ganado por Vera Menchik, celebrados en Londres en el año 1927.
Los congresos de la FIDE de 1925 y 1926 ya manifestaban el interés de organizar también el mundial masculino, pero el fondo de galardones de $ 10,000 requeridos por Capablanca era impracticable por la entidad, que decidió crear un título en paralelo de «Campeón de la FIDE» en 1928. Bogoljubow venció contra Euwe, pero fue olvidado después de su derrota en el próximo mundial de 1929 contra Alekhine, el entonces campeón mundial después de derrotar a Capablanca en el año 1927. Alekhine concordaba en disputar el título organizado por la FIDE, excepto contra Capablanca, donde exija las mismas condiciones de partida realizada en 1927.
Después de la revolución rusa, los líderes de la recién formada Unión Soviética incentivaban la enseñanza del ajedrez a las grandes masas para el entrenamiento de la mente y la preparación para la guerra en tiempo de paz. El estado tomó control de la organización de competiciones, incluyendo eventos internacionales como en Moscú en 1925. El incentivo gubernamental llevó a la creación de la Escuela Soviética de Ajedrez, liderada por el futuro campeón mundial Mijaíl Botvínnik. La escuela soviética abogaba una preparación física y psicológica que también incluía un análisis detallado de las partidas de los opositores para explotar las debilidades y fortalecer su propia estrategia para la confrontación.

### Posguerra

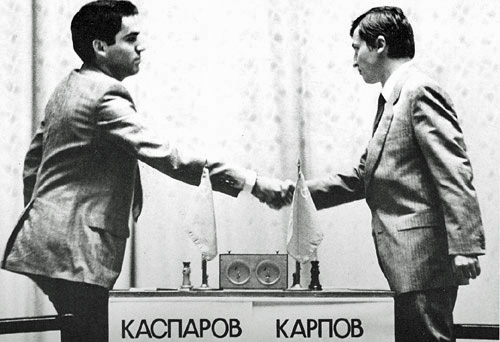
Kasparov y Karpov saludándose antes de un encuentro en el campeonato de 1985.

Después de la Segunda Guerra Mundial, la FIDE reanudó sus actividades con la organización del mundial de 1946. Entretanto, Alekhine falleció antes de la competencia, dejando el título vacante. Luego, en el congreso de la entidad de 1947, fueron decididos los participantes de un torneo que apuntaría el nuevo campeón del mundo, ahora con el apoyo de la federación soviética. La FIDE señaló a Paul Keres, Reuben Fine, Mijaíl Botvínnik, Samuel Reshevsky, Vasily Smyslov y Max Euwe para la competencia del año siguiente.
Botvinnik ganó el torneo, dando inicio a una era de campeones mundiales soviéticos hasta la década de 1990. Este dominio no se interrumpió hasta 1972, con el apogeo de la guerra fría, cuando el prodigio estadounidense Bobby Fischer se convirtió en campeón al derrotar a Boris Spassky. La partida, conocida como Match of the Century, tuvo gran repercusión en los medios de comunicación, causó un aumento significativo del interés por el ajedrez, sobre todo en Estados Unidos. Sin embargo, Fischer no estaba para defender su título en 1975 debido a la FIDE se negó a aceptar las condiciones para la realización de la partida, propuestas por él concediéndose el título al retador Anatoly Karpov.
Karpov defendió su título con éxito en tres ocasiones, siendo derrotado en 1985 por Garri Kaspárov, que pasó a ser el campeón mundial más joven de todos los tiempos. Kasparov defendió el título con éxito en tres ocasiones contra Karpov. Sin embargo, en 1992, cuando defendería el título contra Nigel Short, rompió con la FIDE viniendo a fundar con el retador Short la PCA con el objetivo de regular la disputa del título mundial. Kasparov y Short argumentaron que la FIDE no las incluyó en las negociaciones con los patrocinadores para disputar el partido, siendo esta la razón de la fundación de la asociación rival. Financiada por Intel, el PCA organizó dos disputas del título en 1993, en la que Kasparov retuvo el título contra Short, y en 1995 en el cual nuevamente Kasparov conservó el título contra Anand. La FIDE continuó organizando el título mundial, y en 1993 Karpov recuperó el título disputado contra Jan Timman. En 1997, con el colapso de la PCA debido a la falta de patrocinadores, comenzaron las discusiones para reunificar el título que se produjo en 2006, cuando Vladímir Krámnik, campeón del PCA, ganó a Veselin Topalov de la FIDE. El siguiente campeón fue Vishwanathan Anand  tras vencer a Kramnik en 2007, defendiendo con éxito el título ante Kramnik en 2008, Topalov en 2010 y Gelfand en 2012. Magnus Carlsen conquistó el título en 2013 tras vencer a Anand, defendiendo con éxito el título contra Anand en 2014, Kariakin en 2016, Caruana en 2018 y Nepomniachtchi en 2021. Sin embargo, en 2023 renunció al título, siendo ganado éste por el chino Ding Liren. 

## Actualidad
Con el tiempo, el duelo entre las máquinas (computadoras) y el hombre se fue acentuando, y el ajedrez no fue la excepción. Los primeros intentos de esta interacción se remontan al siglo XIX, con intentos de anotación automática de una partida mediante dispositivos electromagnéticos sobre el tablero, conectados a un dispositivo de impresión. En la década de 1950, con la llegada, de las primeras computadoras, los científicos de la computación comenzaron inmediatamente a desarrollar programas dedicados al ajedrez. Con el avance de la informática, los motores más sofisticados pasaron a incluir funciones de evaluación, teniendo en cuenta la posición de las piezas con el fin de buscar las posibilidades de una gran oferta de árbol de acuerdo a la estrategia del juego. En 1974 se celebró el primer campeonato mundial dedicado exclusivamente a las computadoras, ganado por el programa soviético Kaissa. Desde entonces, este tipo de concursos se han convertido en rutinario y con el avance de la informática, el enfrentamiento hombre-máquina alcanzó el nivel de los grandes maestros: Bent Larsen fue derrotado en 1988 por una computadora en un torneo.
En 1997, el superordenador Deep Blue derrotó a Kasparov, campeón del mundo por la ACP, en un encuentro de seis partidos. El enfrentamiento tuvo gran cobertura en la prensa y fue considerado por Frederic Friedel como «el evento más espectacular de la historia del ajedrez». Sin embargo, Kasparov cuestionó algunos de los movimientos realizados en el equipo específicamente en el juego dos, generando dudas sobre la intervención humana en los juegos, lo que fue negado por IBM. Desde entonces se han vuelto más frecuentes las victorias de software en la práctica del ajedrez contra Grandes Maestros, incluso con equipos con capacidad de procesamiento inferior a Deep Blue.